# Konzertbüro Schoneberg

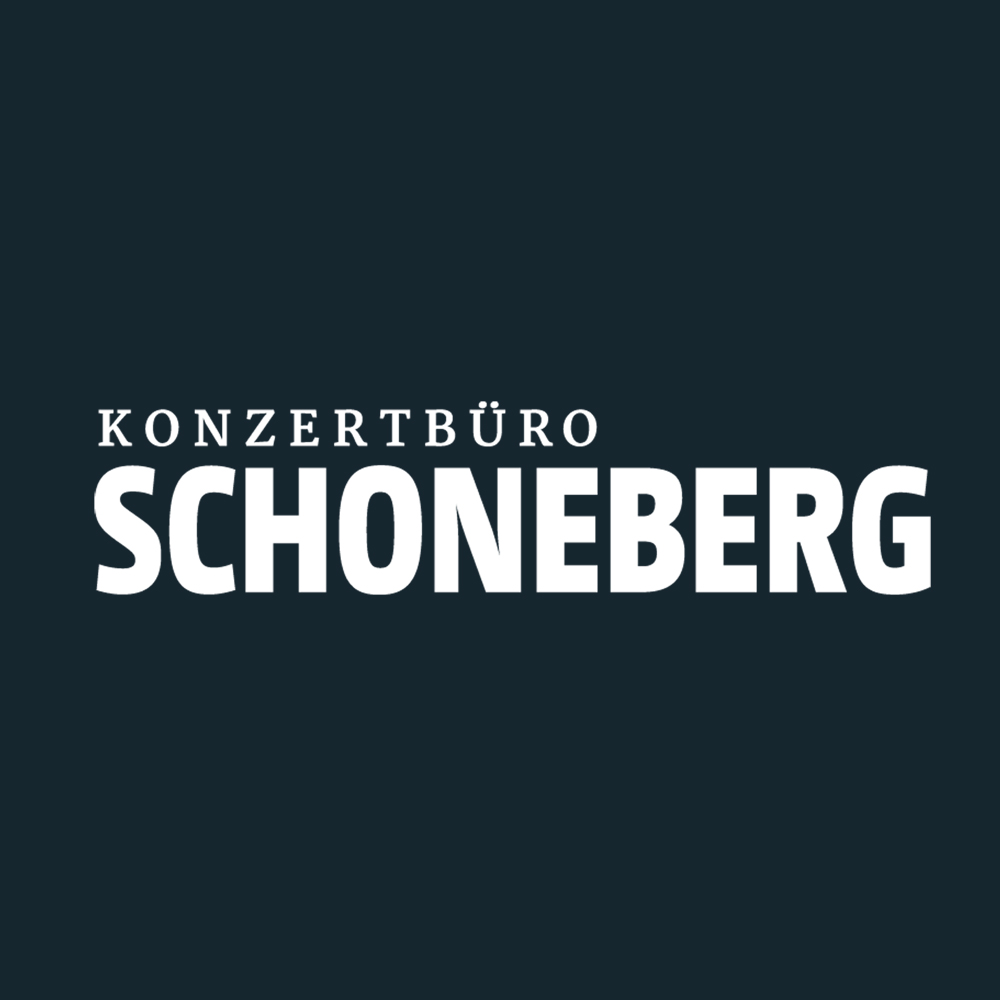
Logo der Konzertbüro Schoneberg GmbH

Die Konzertbüro Schoneberg GmbH ist ein örtlicher- sowie Tourneeveranstalter, der sich bundesweit auf die Vorbereitung, Durchführung und Nachbereitung von Musik- und Comedyveranstaltungen spezialisiert hat. Seit 1959 veranstaltete das Unternehmen mehrere tausend Konzerte, Festivals und Bühnenshows.

## Geschichte
1959 wurde es von Josef Schoneberg gegründet, sein Sohn Till Schoneberg übernahm später die Leitung und führt das Konzertbüro Schoneberg bis heute weiter. Mit seinen fünf Büros in Berlin, Frankfurt am Main, Köln, München und Münster, produzierte das Konzertbüro Schoneberg Auftritte von Jimi Hendrix, Frank Zappa, Tina Turner und das erste Deutschland-Konzert der Rolling Stones. Auch in der jüngeren Vergangenheit trat das Unternehmen durch Großproduktionen in Erscheinung. So wird zum Beispiel die Arena-Show Night of the Proms in Deutschland seit jeher vom Konzertbüro Schoneberg durchgeführt. Seit einiger Zeit gehören außerdem Comedy-Produktionen wie Tourneen von Ralf Schmitz, Alain Frei oder Bastian Bielendorfer zum Repertoire des Veranstalters.